# Lotta Svärd
Lotta Svärd byla finská dobrovolnická paravojenská organizace pro ženy, která existovala na celostátní úrovni v letech 1920–1944. Její členky působily neozbrojené v řadách podpůrných jednotek, nejčastěji jako administrativní síly, ošetřovatelky či pozorovatelky protiletecké obrany. Krátce před zrušením, které si vynutil Sovětský svaz v roce 1944, měla organizace asi 242 tisíc členek, kterým se přezdívalo „lotty“.
Organizace Lotta Svärd bylo dobrovolné ženské sdružení, které aktivně fungovalo ve Finsku v letech 1920–1945. Bylo inspirováno švédskou organizací Lottorna[zdroj?]. Samotné jméno Lotta Svärd pochází z J. L. Runebergovy  sbírky Fänrik Ståls sägner (''Vyprávění praporčíka Ståla'') , která pojednává o válce mezi Švédskem a Ruskem v letech 1808–1809 (pozn. Finsko v té době bylo součástí Švédska).
Původně nepracovaly „lotty“ jako organizace, ale byly nesloučnými[zdroj?] členkami, např. hasičských sborů, sanitářů v obranných polích. Velice rychle se ovšem tyto dobrovolnice začaly organizovat a zvolily si právě jméno Lotta Svärd. Roku 1920 se staly oficiální organizací.
Z počátku měnily často předsedkyně, roku 1931 se rozhodly zvolit trvalou předsedkyni. Stala se jí Fanni Luukkonen. Ta navštívila v květnu roku 1943 Adolfa Hitlera a získala rytířský kříž s orlicí za boj proti bolševismu.
Ve válce fungovaly lotty jako sanitářky, telefonistky, navigátorky či polní zdravotnice. V Zimní válce v letech 1939–1944 do organizace vstoupilo okolo 100 000 žen a z nich polovina šla do služby přímo na frontu. Lotty tak ve válce sloužily 7 divizím.
V roce 1931 byla založena dokonce dětská organizace Smålottorna – Malé lotty, pro dívky od 8 let. Během Zimní války se tato organizace přejmenovala na Dívčí lotty. Měly ve znaku heraldickou růži a po absolvování kurzů mohly dívky pomáhat dospělým lottám, avšak nikdy ne na frontě. Tato dětská skupina dosáhla 50 000 členek.
Po 2. světové válce se začaly zakazovat veškeré „fašistické“ organizace v celé Evropě a mezi nimi také Lotta Svärd. Přestože členky byly dobrovolnice, nasazovaly své životy pro svou zem a národ, přestože obětovaly své životy, aby jiné zachránily, nebylo lottám nadále umožněno pracovat. Jedním z důvodů byl jejich symbol, svastika v růžích, který mimochodem používaly ještě dříve, než svastiku použili nacisté.
Spolupráce a podpora Lotta Svärd ze strany nacistů byl další důvod, proč tuto organizaci zakázat. Členky Lotta Svärd se však nikdy za to, co udělaly pro svůj národ, nezačaly stydět a o obnovu organizace neustále usilovaly a nacházely a v řadách národně cítících mladších žen novou podporu. Roku 2004 byla organizace Lotta Svärd znovu povolena a působí pod názvem Lotta Svärd Stiftelsen. Směla si navíc ponechat svůj původní emblém se svastikou.